# Krovne
Krovne (în ucraineană Кровне) este localitatea de reședință a comunei Krovne din raionul Sumî, regiunea Sumî, Ucraina.

## Demografie
Componența lingvistică a localității Krovne
     Ucraineană (95,98%)
     Rusă (3,71%)
     Alte limbi (0,21%)
Conform recensământului din 2001, majoritatea populației localității Krovne era vorbitoare de ucraineană (95,98%), existând în minoritate și vorbitori de rusă (3,71%).